# Familia Regală Britanică

Stema Casei de Windsor

Familia Regală Britanică este grupul de rude apropiate monarhului Regatului Unit. Termenul se aplică în mod obișnuit și grupului de persoane care sunt legăturile monarhului în rolul său ca suveran al celorlalte ținuturi Commonwealth, câteodată în variație cu termeni naționali oficiali pentru familie. Membrii Familiei Regale aparțin, fie prin naștere fie prin căsătorie, Casei de Windsor, din 1917, când George al V-lea a schimbat numele casei regale din Saxa-Coburg în Gotha. Această decizie a fost inițial luată deoarece Anglia și Imperiul său erau în război cu Germania și dată fiind puternica descendență germană a Familiei Regale Britanice, s-a simțit că imaginea sa publică ar putea fi îmbunătățită alegându-se un nume mai britanic al casei. Noul nume ales, Windsor, nu avea nici o altă legătură decât ca nume al castelului ce era și continuă să fie reședință regală.
Deși în Regatul Unit nu există nici o definiție strictă legală sau formală al cui este sau nu membru al Familiei Regale, și liste diferite vor cuprinde persoane diferite, acelea purtând titlul Majestatea Sa sau Majestatea Sa Regală sunt întotdeauna considerați membri.
Membrii și rudele Familiei Regale Britanice de-a lungul istoriei l-au reprezentat pe monarh în locuri diverse pe întreg teritoriul Imperiului Britanic, câteodată pentru perioade mai lungi de timp ca viceregi, sau pentru ceremonii sau evenimente specifice. Astăzi, de multe ori ei desfășoară îndatoriri ceremoniale sau sociale pe întreg teritoriul Regatului Unit și în străinătate în numele Regatului Unit, dar în afară de monarh nu au nici un rol constituțional în afacerile guvernului.

## Listă de membri

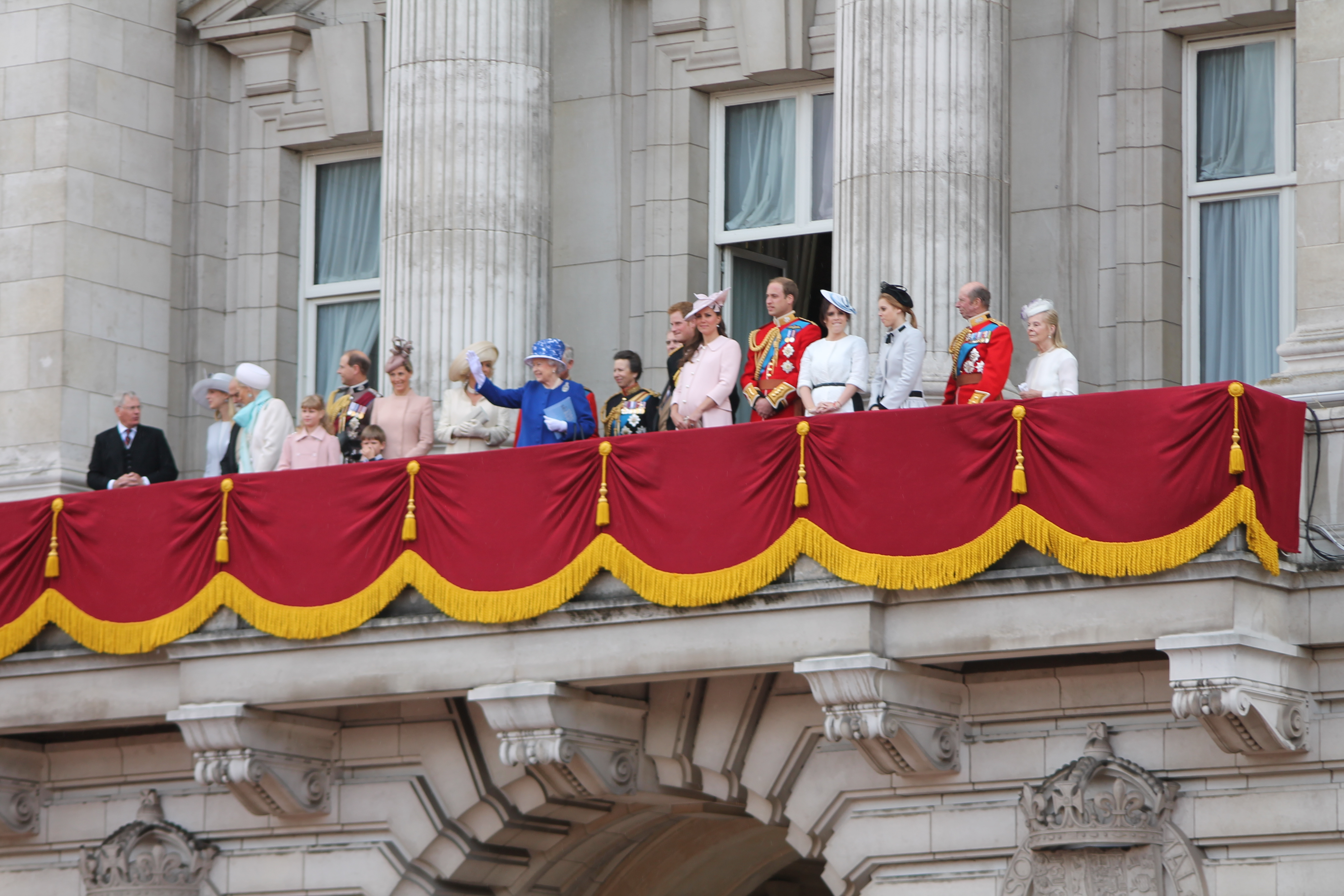
Familia regală în balconul de la Palatul Buckingham, 2013.

Acesta este o lisă a membrilor actuali ai familiei regale care dețin titlul de Alteță Regală:
- Regele Charles al III-lea (suveranul Regatului Unit)
  - Camilla, regină consort (a doua soție a regelui)
    - William, Prinț de Wales (fiul cel mare al regelui)
    - Catherine, Prințesă de Wales (soția Prințului de Wales)
      - Prințul George de Wales (fiul cel mare al Prințului de Wales)
      - Prințesa Charlotte de Wales (fiica Prințului de Wales)
      - Prințul Louis de Wales (fiul cel mic al Prințului de Wales)

  - Prințesa Regală (sora regelui)
  - Ducele de York (fratele regelui)
    - Prințesa Beatrice de York (fiica cea mare a Ducelui de York)
    - Prințesa Eugenie de York (fiica cea mică a Ducelui de York)

  - Contele de Wessex (fratele regelui)
  - Contesa de Wessex (soția Contelui de Wessex)
- Ducele de Gloucester (unchiul de gr.II al regelui)
- Ducesa de Gloucester (soția Ducelui de Gloucester)
- Ducele de Kent (unchiul de gr.II al regelui)
- Ducesa de Kent (soția Ducelui de Kent)
- Prințul de Kent (unchiul de gr.II al regelui)
- Prințesa Michael de Kent (soția Prințului de Kent)

### Rude care nu folosesc un titlu regal
Unele rude apropiate ale regelui nu folosesc titlu regal, dar uneori apar în listă:
- Ducele de Sussex (al doilea fiu al regelui)
- Ducesa de Sussex (soția Ducelui de Sussex)
  - Archie Mountbatten-Windsor (fiul Ducelui de Sussex)
  - Lilibet Mountbatten-Windsor (fiica Ducelui de Sussex)
- Sir Timothy Laurence (cumnatul regelui, al doilea soț al Prințesei regale)
  - Peter Phillips (fiul Prințesei regale)
    - Savannah Phillips (nepoata Prințesei regale)
    - Isla Phillips (nepoata Prințesei regale)

  - Zara Tindall (fiica Prințesei regale)
  - Mike Tindall (soțul Zarei Tindall)
    - Mia Tindall (fiica cea mare a Zarei)
    - Lena Tindall  (fiica cea mică a Zarei)
    - Lucas Tindall (fiul Zarei)
- Edoardo Mapelli Mozzi (soțul prințesei Beatrice)
  - Sienna Mapelli Mozzi (fiica prințesei Beatrice)
- Jack Brooksbank (soțul prințesei Eugenie)
  - August Brooksbank (fiul prințesei Eugenie)
- Lady Louise Windsor (nepoată de frate a regelui)
- Vicontele Severn (nepot de frate al regelui)[3]